# Turquía en los Juegos Paralímpicos de Pekín 2008
Turquía estuvo representada en los Juegos Paralímpicos de Pekín 2008 por un total de 16 deportistas, ocho hombres y ocho mujeres.

## Medallistas
El equipo paralímpico turco obtuvo las siguientes medallas:
| Nombre         | Deporte       | Evento                            |
| -------------- | ------------- | --------------------------------- |
| Oro            |               |                                   |
| Gizem Girişmen | Tiro con arco | Recurvo individual W1/W2 femenino |
| Plata          |               |                                   |
| —              |               |                                   |
| Bronce         |               |                                   |
| Neslihan Kavas | Tenis de mesa | Individual 9 femenino             |